# Ernstplatz 8

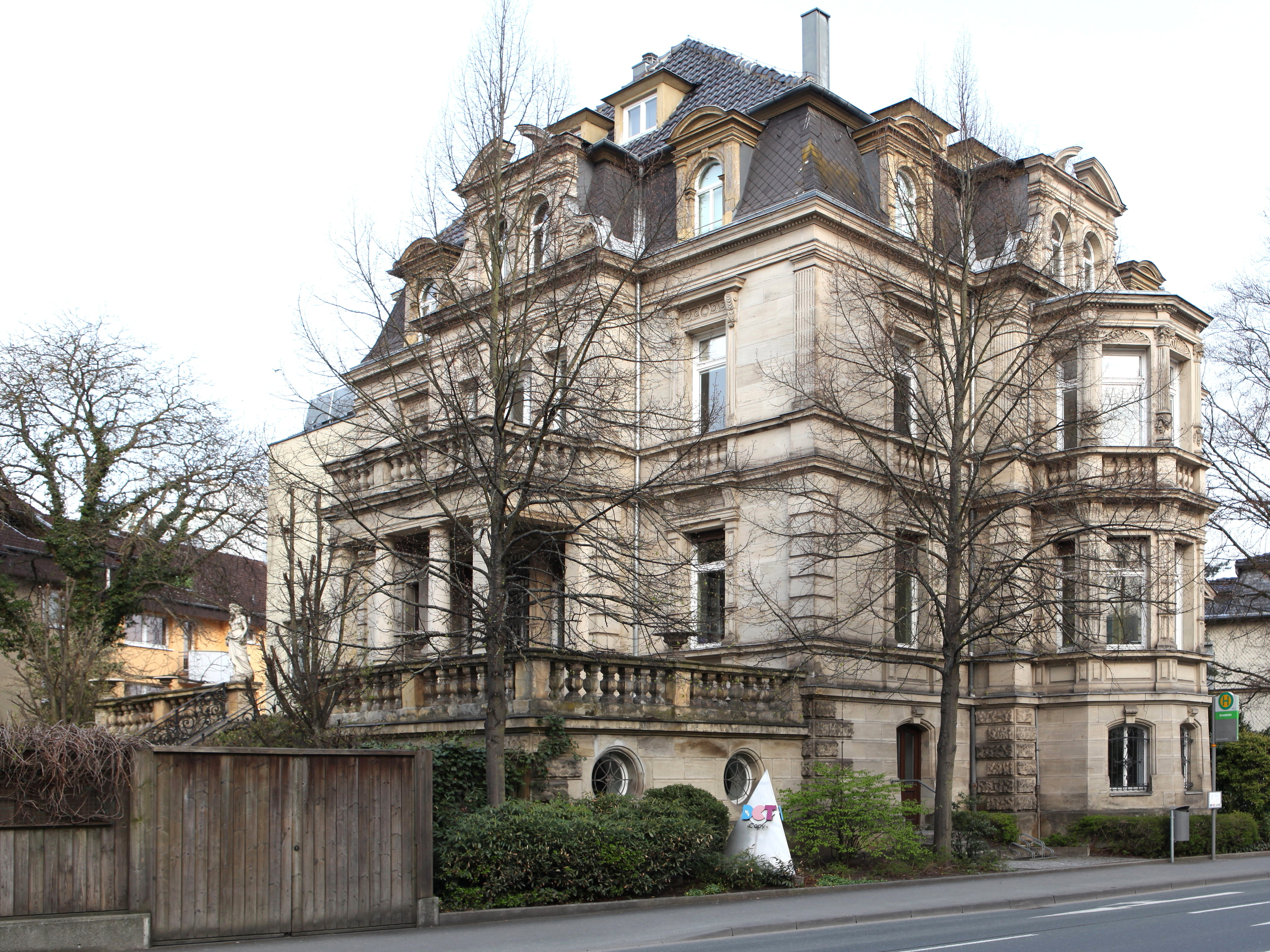
Ost- und Südfassade der Villa Ernstplatz 8 in Coburg

Die Villa Ernstplatz 8 in der oberfränkischen Stadt Coburg ist ein Wohn- und Geschäftshaus, das im Jahr 1900 errichtet wurde. Die Planung und Bauausführung des herrschaftlichen Wohnsitzes für den Fleischfabrikanten Tobias Großmann oblag dem Coburger Baurat Carl Kleemann. Das Gebäude ist als Baudenkmal in der Bayerischen Denkmalliste eingetragen.

## Geschichte
Bauherr der Villa war der 1852 geborene Kommerzienrat Tobias Großmann. Ihm gehörte unter anderem auch das Gut Birkenmoor bei Meeder. Großmann war Eigentümer der C. Großmann GmbH, einem bedeutenden Unternehmen der fleischverarbeitenden Branche mit etwa 100 Mitarbeitern, das auf eine 1786 gegründete Fleischerei zurückging und noch bis Ende des 20. Jahrhunderts als Aktiengesellschaft existierte. Von 1919 bis 1933 leitete Abraham Friedmann als Generaldirektor, nach der Umfirmierung in eine Aktiengesellschaft am 1. Juli 1922 als Vorstand, das Fleischwarenunternehmen. Als Jude war Friedmann schon in den 1920er Jahren einer Hetz- und Verleumdungskampagne der Nationalsozialisten ausgesetzt in deren Folge im Jahr 1929 die Coburger NSDAP bei Stadtratswahlen die absolute Mehrheit errang (siehe auch Coburg in der Zeit des Nationalsozialismus). Großmann war bis 1932 Aufsichtsrat der Aktiengesellschaft. Das bekannteste Produkt des Unternehmens war der Coburger Delikatess-Schinken. Daher bekam das herrschaftliche Anwesen am Ernstplatz auch im Volksmund die Bezeichnung „Schinkenvilla“.
Die Planung und Bauausführung des Gebäudes mit einer Natursteinfassade und einem mit Schiefer gedeckten Dach oblag dem Coburger Baurat Carl Kleemann. Es entstand im Jahr 1900 eine repräsentative Villa im barockisierenden Historismus.
Nachdem Tobias Großmann 1936 ohne Nachkommen gestorben war, wurde das Anwesen verkauft und zu einem Privatkrankenhaus umgebaut. Der neue Eigentümer ließ an der Rückseite eine Terrasse aufstocken, eine Garage anbauen und zusätzlich das Dachgeschoss ausbauen. Dabei entstand anstelle eines flachen Daches das obere Walmdach mit neuen Dachgauben und Ziegeln als Dacheindeckung. Einen großen Eingriff in das Erscheinungsbild des Ensembles Villa und Garten bedeutete in den 1970er Jahren die Abtretung eines Teils des Grundstücks für die Verbreiterung der Goethestraße. Insbesondere der Garten war betroffen. Im Jahr 1992 veranlasste der Erwerber der Immobilie Michael Knörnschild den Umbau zu einem Bürohaus für sein Ingenieurbüro. Dabei ließ er den verwilderten Ziergarten rekonstruieren. 2003 wurde das zweite Obergeschoss zu einer Wohnung umgebaut. Im Jahr 2013 wurde das Souterrain, in dem ein Copy-Shop untergebracht war, umgebaut, 2015 und 2016 folgten die Sanierung der Süd- und Westfassade.

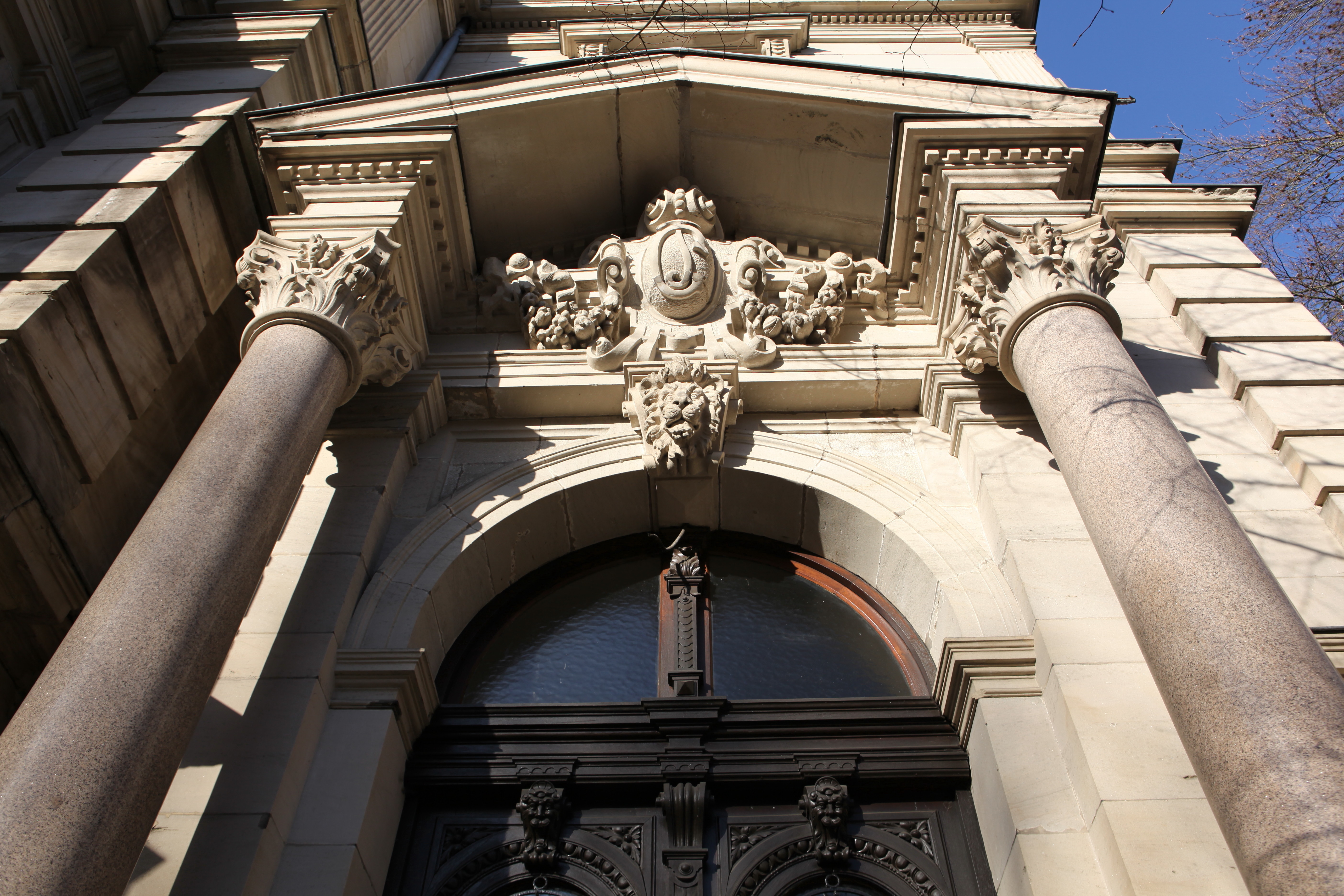
Eingangsportal

## Architektur
Der Mansarddachbau hat verschiedene Gliederungsformen. So treten in der Gartenseite, der Südseite, die Eckeinfassungen als genutete Pilaster im Erdgeschoss und toskanische Pilaster im Obergeschoss auf. Der Mittelrisalit mit einem pilastergerahmten Gartenportal und einem durch Pilaster geteilten Obergeschoss mit einem von einer Balustrade begrenzten und von Säulen und Pfeilern getragenen Balkon wirkt als Belvedere. Das Zwerchhaus stützen Volutenspangen, flankiert von zwei Hausgauben mit Eckpilastern und Rundbogen.
Auf der Straßenseite, der Ostseite, steht rechts das Eingangsportal in Form einer Säulenädikula mit aufwändig geschnitzten Flügeln, über denen sich eine große Kartusche mit Initialen befindet. Vor einem ausgeprägten Mittelrisalit befindet sich ein dreigeschossiger und fünfseitiger Erker, mit Halbsäulen im Obergeschoss. Die Nordseite gliedert ein Mittelrisalit mit den gleichen Elementen wie auf der Gartenseite.
Das breite, hölzerne Treppenhaus hat eine Balustrade aus gedrehte Säulchen, die unten von Delfinen verziert wird. Im Hochparterre befinden sich ein hölzerner dreiteiliger Bogen mit gedrehten Säulen und reichen Wandpfeilern. Stuckrahmen gliedern die Wände und die Decken. Der Büroeingang besitzt teilweise noch geätzte Glasscheiben.
Prägend für das Gebäude ist die Terrasse auf der Südseite mit ihrem Untergeschoss. Mit Balustraden und einer breiten, von zwei Steinfiguren besetzten Treppe bildet sie den Übergang von der Architektur zum Garten.
Den Villengarten plante der Gärtner Franz Wöhner. Die Einfriedung des Grundstücks erfolgte mit einer bereichsweise hohen Mauer für einen Erdwall. Wesentliche Elemente des historisierenden Kunstgartens waren die in dem Erdwall künstlich angelegte Grotte, ein hölzerner, etwa acht Meter hoher Gartenpavillon über der Grotte stehend und als nordische Stabkirche gestaltet sowie ein kleiner Wasserteich an der Straße. Verblieben sind von dem ursprünglichen Garten die Grotte, ein Urweltmammutbaum und zwei Riesenmammutbäume sowie eine Echte Walnuss am nördlichen Gartenende.